# مگس‌گیرهای آبی
مگس‌گیرهای آبی (نام علمی: Cyornis) نام یک سرده از تیره مگس‌گیران است.